# Kreuzhäuschen
Kreuzhäuschen ist ein Weiler, der zur Stadt Lohmar im Rhein-Sieg-Kreis in Nordrhein-Westfalen gehört.

## Geographie
Kreuzhäuschen liegt im mittleren Süden der Stadt Lohmar. Umliegende Ortschaften und Weiler sind Grimberg im Norden, Breidt im Osten, Geber im Südosten, Salgert im Süden, Halberg im Südwesten, Ellhausen im Westen sowie Naaferberg und Ungertz im Nordwesten.
Nördlich und östlich von Kreuzhäuschen entspringen zwei namenlose orographisch linke Nebenflüsse des Naafbach.

## Geschichte
1885 hatte Kreuzhäuschen zwei Wohnhäuser mit elf Bewohnern.
Bis 1969 gehörte Kreuzhäuschen zu der bis dahin eigenständigen Gemeinde Scheiderhöhe.

## Verkehr
Kreuzhäuschen liegt an der Kreisstraße 37. Das Anruf-Sammeltaxi (AST) ergänzt den ÖPNV. Kreuzhäuschen gehört zum Tarifgebiet des Verkehrsverbund Rhein-Sieg (VRS).